# 石梁乡 (马边县)
石梁乡，是中华人民共和国四川省乐山市马边彝族自治县曾经下辖的一个乡。2020年5月，撤销石梁乡、劳动乡，设立劳动镇，以原石梁乡和原劳动乡以及下溪镇龙沱沟村、珍珠桥村所属行政区域为劳动镇的行政区域。

## 行政区划
石梁乡撤销前下辖以下地区：
永宁村、永和村、团结村和高峰村。